# مركبات الطعام
مركبات الطعام  (علم التغذية) هو 

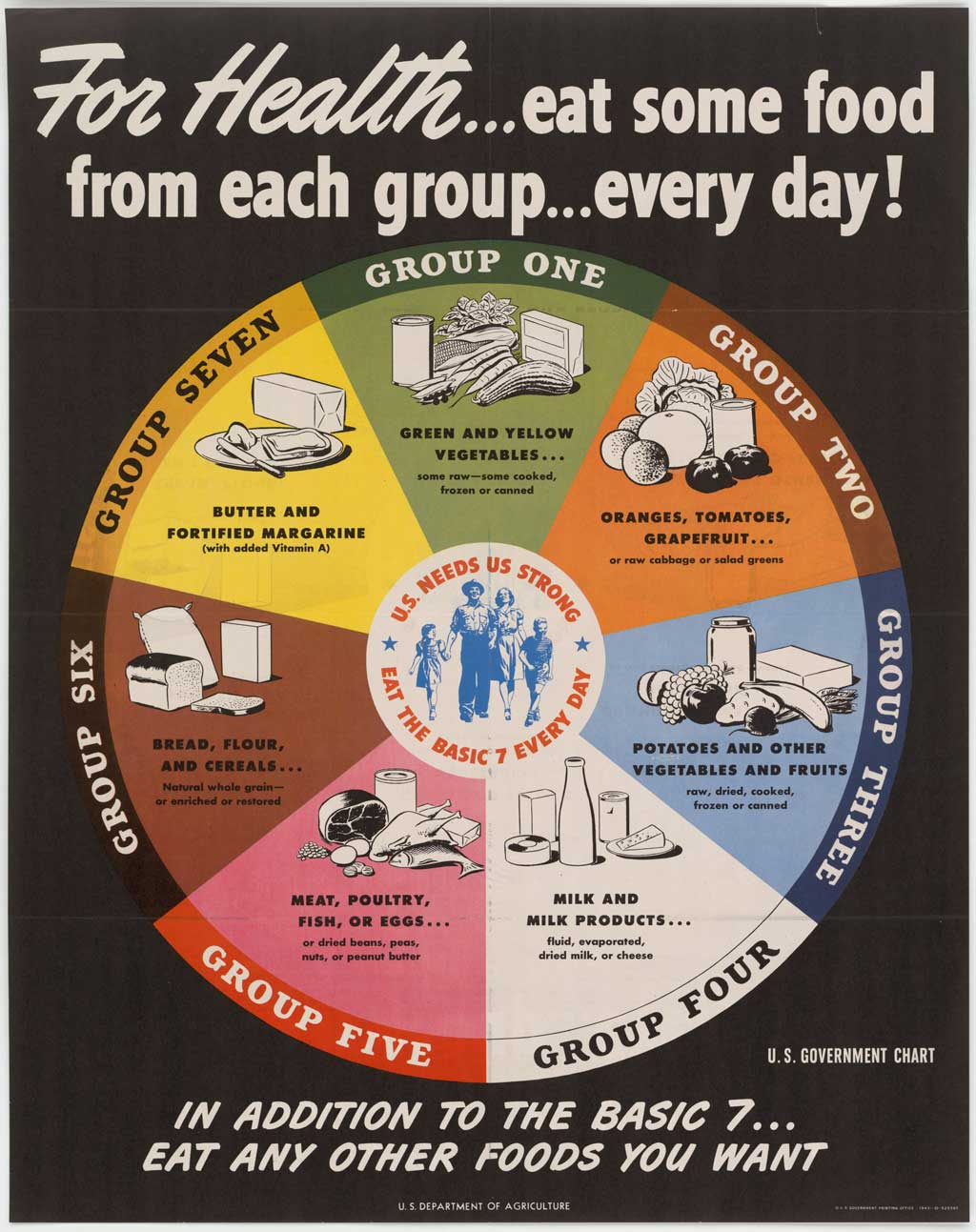
7 مجموعات غذائية أساسية

مصطلح يتعلق بالنهج التغذوي الذي يدعو إلى نظام غذائي محدد من الأطعمة. يتم الترويج لبعض أنظمة التغذية باعتبارها مركزية لصحة جيدة وفقدان الوزن، مثل عدم خلط الأطعمة الغنية بالكربوهيدرات والأطعمة الغنية بالبروتين في الوجبة نفسها.
روج لمركبات الطعام في الأصل هيربرت م. شيلتون (وهو طبيب ومعروف باستخدامة للطب البديل) في كتابه «أصبح من السهل الجمع بين الطعام» 1951 لكن هذه المسألة تمت مناقشتها بواسطة ادجار كيسي سابقاً. لكن أفضل نظام غذائي معروف هو «هاي دايت» قد تمت تسميته نسبتاً الي «ويليام هاورد هاي» الذي خسر 30 باونداً في ثلاثة أشهر عندما نفذ بحثه. حيث أجريت تجربة عشوائية مثبتة للجمع بين الطعام في عام 2000 ولم يتم العثور على أي دليل أن مركبات الطعام أكثر من مجرد نظام غذائي فعال لتعزيز خسارة الوزن.